# Descendants
Descendants is een Amerikaanse televisiefilm uit 2015, die op 31 juli 2015 in première ging in Amerika. In Nederland was hij voor het eerst te zien op 19 september 2015. Het is een Disney Channel Original Movie.

## Verhaal
De film gaat over vier kinderen, de zoons en dochters van bekende disney-slechteriken.
Ze wonen op een eiland. Op een ander eiland wonen disney-helden met hun kinderen.
De vier kinderen worden uitverkozen om naar het eiland met helden te gaan om daar een nieuw leven te beginnen.
De ouders sturen hun kinderen erop aan om het eiland over te nemen.
Ze proberen die opdracht uit te voeren, maar hoe langer ze in Auradon zijn, hoe meer ze twijfelen of wat ze doen echt is wat ze willen.

## Rolverdeling
- Dove Cameron als Mal, de dochter van Maleficent en Hades
- Cameron Boyce als Carlos, de zoon van Cruella de Vil
- Booboo Stewart als Jay, de zoon van Jafar
- Sofia Carson als Evie, de dochter van de boze koningin
- Mitchell Hope als Prins Ben, de zoon van koningin Belle en koning Beest
- Sarah Jeffery als Audrey, de dochter van Doornroosje
- Brenna D'Amico als Jane, de dochter van de goede fee

## Nederlandse Stemmen
- Rachelle Verdel als Mal, de dochter van Maleficent en Hades
- Finn Karels als Carlos, de zoon van Cruella de Vil
- Kevin Kayirangwa als Jay, de zoon van Jafar
- Sara Gracia Santacreu als Evie, de dochter van de boze koningin
- Ferry Doedens als Prins Ben, de zoon van koningin Belle en koning Beest
- Marjolein Algera als de Goede Fee, uit Assepoester
- Vita Coenen als Jane, de dochter van de Goede Fee
- Vivian van Huiden als Audrey, de dochter van Doornroosje
- Jasper Publie als Doug, de zoon van Dopey, een van de zeven dwergen van Sneeuwwitje
- Pieter Verelst als Chad Charming, de zoon van Assepoester
- Maja Van Honsté als Lonnie, de dochter van Mulan
- Has Drijver als Beest, van Belle en het beest
- Jannemien Cnossen als Belle
- Marjolijn Touw als Cruella de Vil
- Johan de Paepe als Jafar
- Mieke Bouve als de Boze Koningin
- Marieke de Kruijf als Maleficent
- Florence Dargent en Lien Luyten als Cheerleaders
- Joke de Bruyn als Sneeuwwitje
- Veerle Eyckermans als koningin Leah, de oma van Audrey en de moeder van Doornroosje